# Жэнь Чжэнфэй
Жэнь Чжэнфэ́й (кит. упр. 任正非, пиньинь Rén Zhèngfēi род. 1944) — китайский предприниматель, бывший офицер Народно-освободительной армии Китая, основатель и президент одной из крупнейших телекоммуникационных компаний мира Huawei Technologies Co. Ltd, второго по величине продаж производителя смартфонов в мире. В 2005 году журнал Time Magazine включил Жэнь Чжэнфэя в свой список 100 наиболее влиятельных людей года. По состоянию на сентябрь 2018 его состояние оценивалось в 1,2 млрд долларов.

## Биография

### Родители
Дед Жэня происходил из провинции Цзянсу и занимался изготовлением ветчины в соседней провинции Чжэцзян. Его сын, Жэнь Мосюнь (кит. трад. 任摩逊), в 30-е годы изучал экономику , но не закончил свое образование в университете из-за смерти отца. Во время японской оккупации он мигрировал на юг в Гуанчжоу, чтобы работать бухгалтером на военном заводе на подконтрольной Гоминьдановскому правительству территории. После этого работал учителем в школе, где встретил будущую мать Жэнь Чжэнфэя — Чэн Юаньчжао, также школьного учителя. После провозглашения в 1949 году Китайской народной республики Жэнь Мосюнь был назначен руководителем средней школы № 1 в уезде Дуюнь.

### Ранние годы
Жэнь Чжэнфэй родился 25 октября 1944 года в отдаленном горном уезде провинции Гуйчжоу. Младшие классы школы он посещал в уезде Чжэньнин. Позднее его родители переехали в другой уезд Дуюнь, где он окончил среднюю школу. В начальной и средней школе Жэнь слыл замкнутым и необщительным, и ему было отказано в приеме в комсомол из-за недостаточно развитого духа коллективизма.
В 1963 Жэнь покинул Гуйчжоу, чтобы учиться в Институте гражданского строительства и архитектуры в Чунцине. Окончив институт во времена китайской Культурной революции, он не пошел работать, а стал самостоятельно изучать электронику по учебникам Рабочего университета Шанхая (Workers' University of Shanghai). Позднее, в 1974 он записался на курсы в Сианьский университет сообщений. В это время он посетил лекцию У Цзикана, пионера в сфере компьютеров в Китае и одного из немногочисленных китайских ученых, посетивших США. В ходе лекции объяснялось, что из себя представляет компьютер и каким образом он может быть использован в менеджменте. По признанию самого Жэнь Чжэнфэя, он не понял ни слова из двухчасовой лекции, однако она подогрела его интерес к компьютерным технологиям.

### Карьера в армии
В 1974 г. Жэнь Чжэнфэй поступил на службу в инженерно-строительные войска и участвовал в строительстве завода химических волокон в Ляояне. По словам самого Жэня, его попадание в армию во многом было случайным. В это время Китай испытывал острый дефицит синтетических тканей и правительством было принято решение о строительстве завода по их производству на севере Китая с использованием французского оборудования. Так как желающих работать в этом месте не нашлось, строительство было поручено армии, которая привлекла для установки оборудования выпускников китайских вузов. Позднее, уже в качестве военного инженера, Жэнь попал в подразделение информационных технологий исследовательского института Народно-освободительной армии Китая (НОАК). За успехи в службе он был выбран в качестве делегата от НОАК для участия в Национальной научной конференции в 1978 г., а также XII съезде Коммунистической партии Китая в 1982 г. После расформирования инженерно-строительных войск в 1983 г. и масштабного сокращения численности НОАК, затронувшего около 500 000 человек, Жэнь Чжэнфэй вышел в отставку. На момент увольнения из армии его должность соответствовала заместителю командира полка, но без присвоения соответствующего воинского звания.

### Создание Huawei
В 1983 году, уже как гражданское лицо, Жэнь переехал в Шэньчжэнь и работал на базе материально-технического снабжения компании South Sea Oil Corporation. В 1987 г. муниципальная администрация Шэньчжэня выпустила постановление № 18, разрешающее создание физическими лицами частных компаний в сфере высоких технологий. В этом же году Жэнь Чжэнфэй, в возрасте 43 лет, создал компанию Huawei Technologies Co. Ltd, первоначально занимавшуюся мелкооптовыми поставками телекоммуникационного оборудования из Гонконга. Стартовый капитал компании составил 21 000 юаней, что равнялось в то время примерно 5 000 долларов США. Минимальный уставный капитал, требуемый муниципалитетом Шэньчжэня для регистрации частной компании, был равен 20 000 юаней. Кроме того, требовалось наличие как минимум пяти пайщиков-соучередителей. Учитывая это требование, а также тот факт, что сам Жэнь Чжэнфэй располагал лишь 3 000 юаней, ему пришлось привлечь для создания компании пятерых партнеров.
К настоящему времени Huawei превратилась в одну из крупнейших телекоммуникационных компаний мира, годовой доход которой в 2017 году составил 92,5 млрд долларов, а годовые инвестиции в научные разработки достигли 13,8 млрд долл.
В 1988 г. Жэнь Чжэнфэй стал генеральным директором Huawei и занимает эту должность до сих пор. Сейчас он является заместителем главы совета директоров, но при этом не участвует в текущей ротации трех CEO.
Несмотря на то, что Жэнь Чжэнфэй является крупнейшим акционером Huawei, его доля составляет всего 1,42 %. Оставшиеся акции распределены среди 80 000 работников Huawei, при этом внешние акционеры уставом не предусмотрены.

## Семья и увлечения
Младший брат — Жэнь Шулюй (Ren Shulu, в англ. Steven Ren; род. 1956), выпускник Юньнаньского университета, сотрудник Huawei с 1992 года, в настоящее время — член наблюдательного совета и глава службы тылового обеспечения компании.
Дочь — Мэн Ваньчжоу (Meng Wanzhou, в англ. Sabrina Meng; род. 1972), в 1998 получила степень магистра в Научно-техническом университете города Хуачжун. С 1993 года работает в Huawei, в настоящее время является финансовым директором компании.
Жэнь Чжэнфэй увлекается чтением книг по политике, экономике, гуманитарным наукам, литературе и искусству. Больше всего предпочитает историческую литературу, а меньше всего — художественную и посвященную теории менеджмента. Такой выбор он объясняет следующим образом:

Художественная литература повествует о вымышленных историях — и они слишком далеки от реальности. А книги по управлению пишут профессора, сидя в кабинетах за запертыми дверями, — и это сковывает полет их фантазии. Невозможно свести живое корпоративное управление к фиксированному набору догм.
— Жэнь Чжэнфэй
Жэнь является поклонником телесериала «Династия Цинь», повествующего о реформах китайского государственного деятеля Шан Яна. Он закупил тысячи дисков с ним для сотрудников Huawei.
Из всех китайских политических лидеров Жэнь Чжэнфэй превыше всего оценивает Дэна Сяопина, которого неоднократно называл величайшим реформатором в истории Китая. Из зарубежных политиков наибольшим уважением Жэня пользуется Ицхак Рабин, и он даже называет себя учеником бывшего израильского премьера.

## Коммунистическая партия и связи с армией
В течение большей части своей военной карьеры Жэнь Чжэнфэй был лишен возможности вступить в коммунистическую партию из-за социального происхождения родителей и их тесных связей с режимом Гоминьдан. Он вступил в партию буквально перед самым увольнением в запас.
Тем не менее предполагаемые связи Жэнь Чжэнфэя с китайской армией и коммунистической партией являются одним из факторов, существенно осложняющих работу Huawei в других странах. Они были использованы правительством Индии в качестве повода для отказа в согласовании победы Huawei в отдельных контрактах в Индии. Эти страхи разделяются и другими странами. В Соединенных Штатах Америки они привели к срыву сделки по покупке Huawei компании 3Com и принудили SoftBank к разрыву связей с Huawei в заказе на получение разрешения на приобретение Sprint Nextel. В то же время Комитет по разведке и безопасности Великобритании рекомендовал отказаться от оборудования Huawei из-за подозрения в шпионаже.